# 鮑恩 (密蘇里州)
鮑恩（英語：Bowen）是位於美國密蘇里州亨利縣及約翰遜縣的非建制地區。

## 歷史
鮑恩的郵局於1907年設立，其後於1923年停運。

## 地理
鮑恩所處的海拔為高於海平面258米（即846英呎），而該地所採用的時區為UTC-6，即北美中部時區（CST）。同時該地設有夏令時間，為UTC-6調快一小時，即UTC-5（CDT）。